# Zumarraga
Zumarraga egy község Spanyolországban, Gipuzkoa tartományban. Zumarraga Urretxu, Antzuola, Azkoitia, Azpeitia, Ezkio-Itsaso, Gabiria és Legazpi községekkel határos. Lakosainak száma 9687 fő (2024).

## Népesség
A település népessége az utóbbi években az alábbiak szerint változott:
| Lakosok száma | 10 270 | 10 115 | 10 078 | 10 104 | 10 007 | 9950 | 9918 | 9728 | 9668 | 9687 |
|               | 2001   | 2004   | 2006   | 2009   | 2011   | 2014 | 2016 | 2019 | 2021 | 2024 |